# Max Schädel
Max Schädel (* 9. August 1914 in Swinemünde; † unbekannt) war ein deutscher Ingenieur und Volkskammerabgeordneter für den Freien Deutschen Gewerkschaftsbund (FDGB).

## Leben
Schädel nahm nach dem Besuch der Volksschule eine Lehre zum Schmied auf. Nach dem Ausbruch des Zweiten Weltkrieges wurde er zur deutschen Wehrmacht einberufen und geriet gegen Kriegsende in sowjetische Gefangenschaft. Nach seiner Entlassung arbeitete Schädel von 1949 bis 1954 als Schmied und Komplex-Brigadier. Von 1954 bis 1956 war er Leiter der Zentralen Bohrstangen-Werkstatt bei der SDAG Wismut. 1956 erlangte er den Abschluss als Ingenieur für Mechanisierung. Er lebte in Rodewisch. Später wurde er stellvertretender Objektleiter des Objekts Auerbach (Vogtland) der SDAG Wismut.

## Politik
Nach dem Zweiten Weltkrieg wurde Schädel Mitglied des in der Sowjetischen Besatzungszone gegründeten FDGB. Seit 1951 war er Leitungsmitglied der IG 
Wismut in Auerbach (Vogtland).
In den beiden Wahlperioden von 1954 bis 1958 und von 1958 bis 1963 war er Mitglied der FDGB-Fraktion der Volkskammer der DDR.

## Auszeichnungen
- 1953 Aktivist der sozialistischen Arbeit
- 1954[1][2][3] (1956)[4] Ehrenbürger der Stadt Rodewisch

## Belege
1. ↑  Volkskammer der Deutschen Demokratischen Republik. 1955, S. 257.
2. ↑  Volkskammer der Deutschen Demokratischen Republik (Hrsg.): Handbuch der Volkskammer der Deutschen Demokratischen Republik. Kongress-Verlag, Berlin, 1957, S. 345 f.
3. ↑  Karl Fels: Wer ist wer in der SBZ?, 1958. S. 220.
4. ↑  In der Festschrift der Stadt Rodewisch anläßlich des 100-jährigen Jubiläums der Verleihung des Stadtrechts, herausgegeben durch die Stadtverwaltung Rodewisch im Mai 2024, findet sich die Angabe 1956 und die abweichende Schreibweise Schedel.

| Personendaten    | Personendaten                                            |
| ---------------- | -------------------------------------------------------- |
| NAME             | Schädel, Max                                             |
| KURZBESCHREIBUNG | deutscher Ingenieur und Mitglied der Volkskammer der DDR |
| GEBURTSDATUM     | 9. August 1914                                           |
| GEBURTSORT       | Swinemünde                                               |
| STERBEDATUM      | 20. Jahrhundert oder 21. Jahrhundert                     |